# 라이트헤비급 (종합격투기)
라이트헤비급(Light heavyweight)은 단체에 따라 다양한 체중을 가리킨다:
- 로드 FC의 라이트헤비급은 93 kg (205 lb) 이하의 체급이다.
- UFC의 라이트헤비급은 84 ~ 93 kg (186 ~ 205 lb)의 체급이다.
- 원 챔피언십의 라이트헤비급(크루저급)은 100 kg (220.5 lb) 이하의 체급이다.

## 설명
라이트 헤비급은 미들급과 헤비급 사이의 체급이다. 일반적으로 84 ~ 93 kg (186 ~ 205 lb)의 체급을 가리킨다. 라이트헤비급과 헤비급 사이에 크루저급을 두는 단체도 있다. 네바다주 체육 위원회가 정한 라이트헤비급의 체중 상한은 205 lb (약 93 kg)이다.

## 프로페셔널 챔피언

### 현재 챔피언
| 단체         | 벨트 획득일      | 챔피언          | 기록              | 방어 횟수 |
| ------------ | ---------------- | --------------- | ----------------- | --------- |
| UFC          | 2023년 11월 11일 | 알렉스 페레이라 | 9-2 (7KO)         | 0         |
| 벨라토르 MMA | 2017년 6월 24일  | 라이언 베이더   | 11-1 (1KO 4SUB)   | 0         |
| 원 챔피언십  | 2016년 5월 6일   | 로저 그레이시   | 16-5-1 (5KO 5SUB) | 0         |

## 참조
1. ↑  “Nevada Revised Statutes: CHAPTER 467 - UNARMED COMBAT”. 《http://www.leg.state.nv.us》 (영어). 2007년 2월 20일에 확인함. |work=에 외부 링크가 있음 (도움말)